# Спирин, Александр Иванович
Алекса́ндр Ива́нович Спи́рин (1917—1944) — старший лейтенант, участник Великой Отечественной войны, Герой Советского Союза.

## Биография
Родился 17 августа 1917 года в городе Чердынь, ныне Пермского края, в семье рабочего. В 1933 году окончил 7 классов Чердынской средней школы. Работал электриком в доме культуры, на городской электростанции. За добросовестный и честный труд неоднократно награждался ценными подарками. Коллективом комсомольской организации был избран секретарём комитета.
С сентября 1938 года в Красной Армии. Член ВКП(б). В 1939 году окончил полковую школу с присвоением звания сержанта-радиста. В 1939—1941 годах обучал молодых танкистов.
Участник Великой Отечественной войны с 19 июля 1941 года. Был назначен в экипаж командира полка майора Потапова. Был ранен в одном из боёв и проходил лечение в госпитале города Дзержинска Горьковской (ныне Нижегородской) области. После выздоровления был направлен во вновь сформированную часть, которая вскоре была направлена на защиту города Ленинграда.
В апреле 1943 года получил тяжёлое ранение и контузию и до сентября того же года находился в госпитале. Медицинская комиссия выписала ему отпуск домой, но вместо родного Урала отправился на фронт в свою часть.
В январе 1944 года отличился в боях при снятии блокады Ленинграда. В ожесточённых боях и только за один день 14 января 1944 года, 2-я танковая рота под командованием Александра Спирина уничтожила два танка, 38 землянок и дзотов, 36 пулемётных точек, 38 орудий разного калибра и один бронированный тягач противника. Было взято в плен семь солдат и один офицер, уничтожено живой силы 700 человек.
В эти напряжённые дни лично, из пушки и пулемёта, уничтожил 7 противотанковых и 9 других орудий, 18 землянок, 13 пулеметов, один тяжёлый немецкий танк «Тигр», живой силы противника до 19 человек.
16 января 1944 года, перед танковой ротой под командованием Александра Спирина была поставлена задача — во взаимодействии с 308-м стрелковым полком с восточной стороны и 19-м стрелковым полком с западной стороны деревни (ныне посёлок) Дятлицы Ломоносовского района Ленинградской области и овладеть опорным пунктом третьей оборонительной линии противника. На третий день боёв, юго-восточнее опорного пункта, противник ввёл в бой из оперативного резерва два полка 61-й пехотной дивизии и несколько батальонов моторизованной дивизии.
В ночном бою 16 января 1944 года рота старшего лейтенанта Александра Спирина с тремя танками Т-34 вырвалась далеко вперед и подошла к населённому пункту Дятлицы. В головном танке находился сам командир роты. На подступах к нему было сосредоточено большое количество техники противника. Не стал ждать, когда подойдут основные силы полка, и решил сам принять неравный бой. За четверть часа танк командира, умело маневрируя, уничтожил девять орудий разного калибра.
Ворвавшись первым на окраину деревни Дятлицы, обнаружил 8 танков противника и сходу подбил один из них, а затем ещё два танка противника. Ответным огнём немецких танков машина Александра Спирина была подбита и загорелась. Выбрался наружу и открыл огонь по окружившим его солдатам противника.
Когда в Дятлицы вошли советские войска, его уже не было в живых. На его теле обнаружили 16 ран, а вокруг лежало 60 убитых немецких солдат и офицеров.
Был похоронен в деревне Гостилицы Ломоносовского района Ленинградской области.
Указом Президиума Верховного Совета СССР «О присвоении звания Героя Советского Союза офицерскому, сержантскому и рядовому составу Красной Армии» от 13 февраля 1944 года за «образцовое выполнение боевых заданий командования на фронте борьбы с немецкими захватчиками и проявленные при этом отвагу и геройство» удостоен посмертно звания Героя Советского Союза.

## Награды и звания
- Герой Советского Союза (13.02.1944);
- орден Ленина (13.02.1944);
- орден Красной Звезды (16.04.1943);
- две медали «За отвагу» (21.05.1942, 09.06.1942);
- медаль «За оборону Ленинграда» (10.07.1943).

## Память

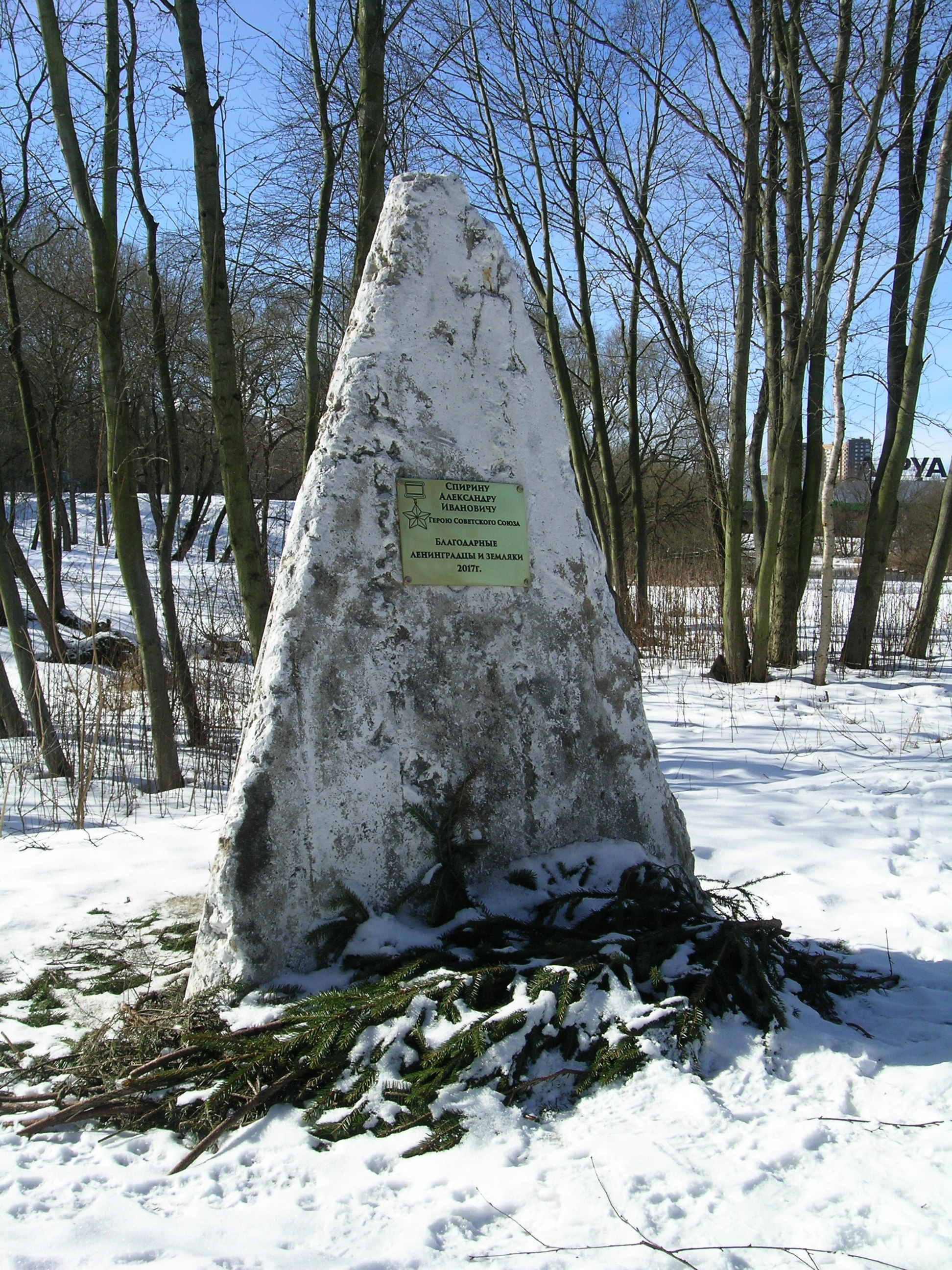
Памятный знак на Аллее Славы в Полежаевском парке посвящённый Спирину Александру Ивановичу. Открыт 08.12.2017

- Приказом Министра обороны СССР за доблесть, отвагу и стойкость Герой Советского Союза старший лейтенант Спирин А. И. был навечно зачислен в списки личного состава 127-го гвардейского танкового Ропшинского Краснознамённого орденов Суворова и Красной звезды полка.
- Именем героя названа школа и одна из улиц города Чердынь.
- В 1975 году — улица в Красносельском районе Ленинграда (ныне — Санкт-Петербург).
- На здании школы № 1 города Чердынь установлена мемориальная доска.
- Бюст старшего лейтенанта А. И. Спирина установлен в деревне Вильповицы Ломоносовского района Ленинградской области.
- Именем героя А. И. Спирина был назван совхоз в том же районе.
- Имя героя носили также многочисленные дружины и отряды школ.
- 8.12.2017 в Полежаевском парке (Санкт-Петербург) на Аллее Славы открыт памятный знак — бетонный противотанковый надолб с табличкой.
- В Красносельском районе Санкт-Петербурга школе № 380 присвоено имя героя)Государственное бюджетное общеобразовательное учреждение школа № 380 Красносельского района Санкт-Петербурга имени Александра Ивановича Спирина).
- Ежегодно 16 января в ГБОУ школе № 380 проходит квест для учащихся 5-х классов, посвященный памяти А. И. Спирина.
- Каждый понедельник учащиеся школы возлагают цветы к «памятной доске» А. И. Спирину в школе.